# Àlvar Valls i Oliva
Àlvar Valls i Oliva (Barcelona, 1947) és un poeta, escriptor, traductor, periodista, corrector, professor i activista polític català.

## Biografia
Nascut a Barcelona l'any 1947, i amb formació en peritatge mercantil i economia, s'inicià en el món de la docència l'any 1967 com a professor de català per a adults a Òmnium Cultural, època en la qual també començà a treballar en la correcció de textos per a diverses editorials, tasca que no ha deixat mai.
Paral·lelament, començà a desenvolupar la seva faceta periodística com a col·laborador en diferents revistes, com per exemple al setmanari Tele-Estel (1966-1970). Fou secretari Serra d'Or (1970-1976), revista per a la qual segueix col·laborant amb freqüència i esdevé columnista habitual de diferents mitjans andorrans.
L'any 1968 fou guardonat amb el Premi Amadeu Oller de poesia per la seva obra El carro de la brossa. Poc després ingressà al Front Nacional de Catalunya (FNC), essent membre de l'escamot que realitzà una de les accions amb més ressò de l'organització. L'11 de setembre de 1971, en ocasió de la Diada nacional de Catalunya, col·locaren uns altaveus a l'Hotel Duval de Barcelona per on se sentiren proclames del FNC. L'any 1974, fou un dels autors de l'anomenat «Llibre groc», una nova declaració de principis i d'acció política del FNC. El juliol de 1977 fou detingut i acusat per la policia espanyola de formar part de l'Exèrcit Popular Català (EPOCA) i de participar en la mort de l'industrial Josep Maria Bultó el 9 de maig de 1977. Fou amnistiat el 15 d'octubre d'aquell mateix any, però la decisió del governador civil de Barcelona Rodolfo Martín Villa de revocar la sentència, el va fer emprendre el camí de l'exili a París. A la capital francesa visqué amb la família de Manuel Viusà, company de lluita al FNC. L'any 1979 traslladà llur residència a Andorra, indret on segueix residint, en concret a la localitat d'Encamp, amb la seva parella, la també correctora, traductora i autora, Roser Carol, amb qui ha escrit diverses publicacions i que també, com Valls, és documentalista especialitzada en Jacint Verdaguer.
Ha estat director de les publicacions mensuals Actual (1996-1997) i La Revista d'Andorra i Pirineu (1997-1998), i del diari Més Andorra, així com cap de redacció del Diari d'Andorra (1991-1993). Fou columnista i director d'El Periòdic d'Andorra (1997-2005). Fou corresponsal a Andorra del setmanari El Temps (1997-2003), i guanyà el Premi Pirene de Periodisme Interpirinenc el 1997. També forma part del Centre de la Cultura Catalana del Principat d'Andorra. El recull de poesia Crit, publicat l'any 1980, comptà amb la col·laboració de Manuel de Pedrolo en la redacció del seu pròleg i de Manuel Viusà en el disseny gràfic de la seva portada.
Començà en el món de la traducció a l'any 1978, traduint unes setanta obres del francès, de l'italià, del castellà i de l'anglès. D'entre aquesta setantena d'obres, hi ha un nombre destacat d'autors de literatura infantil i juvenil, amb més de quaranta títols que se segueixen publicant a dia d'avui, amb revisions fetes pel mateix Valls per a obres d'autors com, per exemple, Gianni Rodari. Dins de la traducció ha tocat diversos gèneres i temàtiques, i se li reconeix també el fet d'haver estat el primer traductor al català de textos d'Ivan Illich o de l'autora tibetana Tsering Woeser.
Amb molt pocs mesos de diferència, publicà dues obres narratives entre els anys 2019 i 2020. La primera en ser publicada va ser una ucronia sobre la independència de Catalunya, titulada El dinovè protocol (Voliana Edicions). La segona es tractava d'una novel·la sobre la figura de Jacint Verdaguer, Entre l'infern i la glòria (Edicions de 1984). Aquesta darrera obra li ha comportat força succés, unanimitat entre la crítica i dos premis literaris a més de ser finalista en d'altres. La novel·la era fruit d'una feina prèvia mentre ell i na Roser Carol preparaven un doble projecte doble relacionat amb l'escriptor Jacint Verdaguer: una cronologia i una bibliografia completa. La cronologia, Verdaguer dia a dia. Cronologia de Jacint Verdaguer (1845-1902), va ser publicada el 2023 per Verdaguer Edicions, mentre la biobliografia sortirà el 2024 amb la mateixa editorial.

## Obres

### Poesia
- 1968: El carro de la brossa (Premi Amadeu Oller 1969)
- 1980: Crit (Comitès de Solidaritat amb els Patriotes Catalans)
- 2003: Mester d'isard (Eliseu Climent)

### Narrativa juvenil
- 1979: El missatge del cavaller de l'àliga rampant (La Galera)
- 1981: Negretxo. Memòries d'un gos (La Galera)
- 1981: Les pel·liculoses trifulques de la Lena i en Galdric (Publicacions de l'Abadia de Montserrat - PAM)

### Altres
- 1992 : Ja tenim constitució: i ara què?... (Premsa Andorrana)
- 1993 : La nova Constitució d'Andorra (Premsa Andorrana)
- 2000 : El periòdic del segle XX (Crèdit Andorrà)
- 2006 : Diccionari Enciclopèdic d'Andorra (Fundació Crèdit Andorrà)
- 2008 : Bèsties i vides: 60 radiografies del regne animal (Pagès)
- 2009 : Andorra entre l'anacronisme i la modernitat. Un estat singular enmig d'un món global (Pagès)
- 2010 : Llegendes d'Andorra (PAM)
- 2013 : Pirineus de Verdaguer: els noms de lloc del poema "Canigó" (Publicacions de l'Abadia de Montserrat)
- 2014 : Al cap dels anys. Militància, presó, exili (1970-1998) (Edicions del 1979)[16]
- 2019 : El dinovè protocol (Voliana Edicions)
- 2020 : Entre l'infern i la glòria (Edicions de 1984, col·lecció Mirmanda núm.196)[17]
- 2023: Verdaguer dia a dia. Cronologia de Jacint Verdaguer (1845-1902) (Verdaguer Edicions, col·lecció Eines).

### Traduccions[calcitació]
- Rodríguez de la Fuente, Félix. El món del jaguar. Barcelona: PAM, 1978
- Rodríguez de la Fuente, Félix. El món del llop. Barcelona: PAM, 1978
- Rodríguez de la Fuente, Félix. Els cérvols. Barcelona: PAM, 1979
- Rodríguez de la Fuente, Félix. La cabra muntesa. Barcelona: PAM, 1979
- Rodríguez de la Fuente, Félix. Les grans àguiles. Barcelona: PAM, 1980
- Gundry, E. Cura i conservació de flors i plantes. Barcelona: Kapel, 1980
- Amo, Montserrat del. Esclops i taronges. Barcelona: La Galera, 1981
- Rodari, Gianni. Gelsomino al país dels mentiders. Barcelona: La Galera, 1982
- Rodari, Gianni. Les aventures d'en Cebeta. Barcelona: La Galera, 1982 ; Sembra Llibres, 2020
- Balestrini, Sergio. Els sarramballons. Barcelona: La Galera, 1983
- Guia pràctica de la cuinera. Barcelona: Kapel, 1983
- Manzi, Alberto. Orzowei. Barcelona: La Galera, 1983
- Morgenstern, Susie. No hi ha dret! o Els desenganys d'una nena emprenedora. Barcelona: La Galera, 1983
- Perrault, Charles. La bella dorment i altres contes. Barcelona: PAM, 1983
- Badelt, Monique [et. al.]. L'art de parar taula i mil idees per a rebre convidats. Barcelona: Kapel, 1984
- Caballero, Fernán. La nena dels tres marits. Barcelona: La Galera, 1984
- Pelot, Pierre. Jo sóc la mala herba. Barcelona: La Galera, 1984
- Pelot, Pierre. L'únic rebel. Barcelona: La Galera, 1984
- Rodari, Gianni. El llibre dels perquè. Barcelona: La Galera, 1984
- Iveson-Iveson, Joan. Primers auxilis a casa. Barcelona: Kapel, 1985
- Plante, Raymond. La màquina de la bellesa. Barcelona: La Galera, 1985
- Rodari, Gianni. El pastís caigut del cel. Barcelona: La Galera, 1985
- Sola, Margaret. Bellesa, coneixements pràctics. Barcelona: Kapel, 1985
- Chesterton, Gilbert Keith. La innocència del pare Brown. Barcelona: Kapel, 1986
- Gutman, Claude. El Pelut, el pare, ella i jo. Barcelona: La Galera, 1986
- Malerba, Luigi. Contes de butxaca. Barcelona: La Magrana, 1986

## Premis
- Premi Amadeu Oller de poesia per El carro de la brossa (1969)
- Premi Pirene de Periodisme Interpirinenc (1997)[18]
- Premi Joaquim Amat-Piniella, 21è, per Entre l'infern i la glòria (2021)[19]
- Premi Joan Crexells de narrativa per Entre l'infern i la glòria (2021)